# Christiane Rochefort
Pour les articles homonymes, voir Rochefort.
Œuvres principales
- Le Repos du guerrier (1958)
- Les Petits Enfants du siècle (1961)
- Les Enfants d'abord (1976)
- La Porte du fond (1988)

Compléments
Militante féministe, cofondatrice du mouvement Choisir la cause des femmes
Christiane Rochefort est une écrivaine française, née le 17 juillet 1917 à Paris 14e et morte le 24 avril 1998 à La Garde (Var).
Elle publie certains livres sous les pseudonymes de Benoît Becker et Dominique Féjos, avant le véritable début de sa carrière littéraire avec Le Repos du guerrier, à 41 ans.

## Biographie
Après des études inachevées de psychiatrie, puis d'ethnologie et de psychologie à la Sorbonne, Christiane Rochefort occupe des emplois de bureau au ministère de l'Information et, pendant plusieurs années, du journalisme pour le Festival de Cannes d'où elle sera renvoyée. Elle travaille également avec Henri Langlois à la Cinémathèque de Paris.
En septembre 1960, elle signe le Manifeste des 121, titré « Déclaration sur le droit à l’insoumission dans la guerre d’Algérie ».
Militante, elle participe activement au premier MLF et, en 1971, contribue avec Simone de Beauvoir, Gisèle Halimi, Jean Rostand et quelques autres, à créer le mouvement féministe Choisir la cause des femmes.

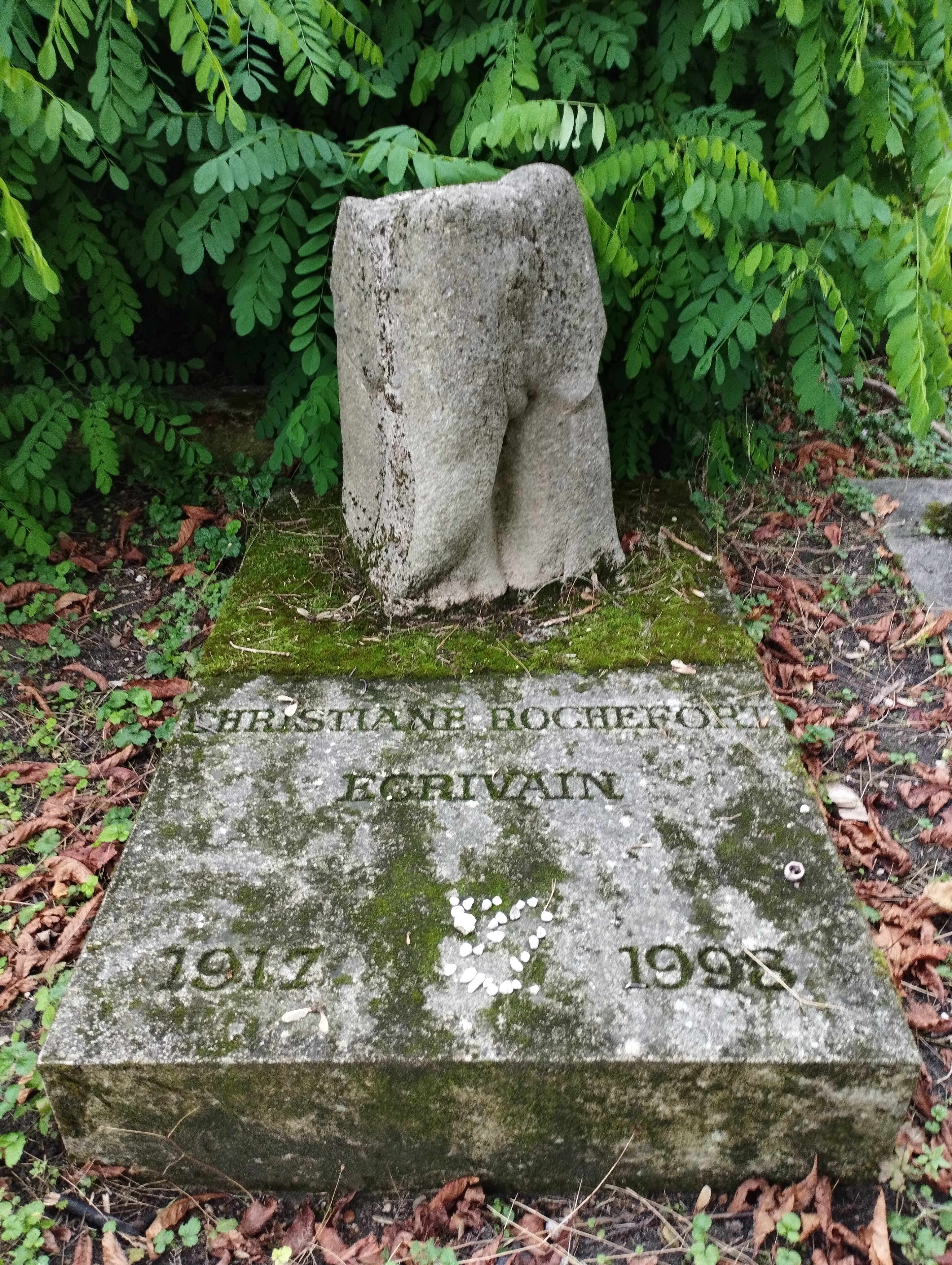
Tombe de Christiane Rochefort au cimetière du Père-Lachaise (division 22).

Elle est inhumée au cimetière du Père-Lachaise (22e division).

## Œuvre
Deux fois lauréate de prix littéraires (Prix de la Nouvelle Vague en 1958, Prix Médicis en 1988), elle élabore une œuvre composite où les études psychologiques (Les Petits Enfants du siècle, 1961) côtoient les études de mœurs (Le Repos du guerrier, 1958, Encore heureux qu'on va vers l'été, 1975) et des ouvrages faisant appel au surnaturel et à l'excessif baroques, tel Archaos ou le Jardin étincelant (1973), qui décrit, sous des allures de conte traditionnel sinon d'historiographie officielle imaginaire, la naissance et les aventures de celui qui deviendra, par succession héréditaire, le Roi du pays d'Archaos.

## Engagements
Christiane Rochefort est surtout connue pour son engagement féministe. Membre du MLF, elle a notamment participé au dépôt de gerbe à la femme du Soldat inconnu à l’Arc de triomphe en 1970. Mais l'engagement de l'autrice était bien plus large : elle luttait contre toutes les dominations. Celle des adultes sur les enfants, par exemple, à laquelle elle a consacré plusieurs livres. Interrogée par France Culture en 1976, elle disait :
« Les enfants on ne les connait pas parce que tout en les observant on les contrôle et on les surveille, tout simplement car on est des adultes. On est le pouvoir, l'enfant sait qu'il est contrôlé et qu'il peut être puni.»
Son chef-d'œuvre, La Porte du fond (1988), raconte l'insoumission d'une jeune fille confrontée à un père incestueux. Dans Printemps au parking (1969), un adolescent fuit sa famille et découvre l'amour homosexuel tandis que Encore heureux qu'on va vers l'été (1975) narre la fugue de toute une classe de cinquième.
Elle n'en signe pas moins au côté notamment de Gabriel Matzneff une pétition en faveur d'un pédophile dans le cadre de l'Affaire des films de la FNAC parue dans le journal Libération le 23 mars 1979, et partant du principe que l'enfant de 7 ans au moment du viol aurait été consentante.
Écologiste, elle a rejoint Les Amis de la terre dans les années 1980 et a contribué à la revue Le Sauvage , créé par le fondateur de l'association. Elle a soutenu le premier candidat écologiste à l'élection présidentielle René Dumont. Dans une de ses œuvres les plus connues, Les Petits Enfants du siècle, « Rochefort s'attaque à l'urbanisme, à la violence de l'architecture, qui impose un mode de vie et de pensée, et elle dénonce les ravages de la société de consommation », détaille la professeure de littérature française Martine Sagaert dans Nouvelles Questions féministes.
« Au fait, j'aime la littérature de révolte, de résistance, de remise au clair », résume l'autrice dans un entretien, en 1981.

## Ouvrages

### Romans
- 1956 : Cendres et Or, Éditions de Paris
- 1957 : Une fille mal élevée, Éditions de Paris — sous le pseudonyme de Dominique Féjos
- 1958 : Tes mains, Éditions de Paris — sous le pseudonyme de Dominique Féjos
- 1958 : Le Repos du guerrier, Grasset — Prix de la Nouvelle Vague
- 1961 : Les Petits Enfants du siècle, Grasset
- 1963 : Les Stances à Sophie, Grasset
- 1966 : Une rose pour Morrisson, Grasset
- 1969 : Printemps au parking, Grasset
- 1972 : Archaos ou le Jardin étincelant, Grasset
- 1975 : Encore heureux qu'on va vers l'été, Grasset
- 1982 : Quand tu vas chez les femmes, Grasset
- 1988 : La Porte du fond, Grasset — Prix Médicis
- 1997 : Conversations sans paroles, Grasset
- 2004 : Oeuvre romanesque, Grasset

### Nouvelles
- 1953 : « Le Démon des pinceaux » dans le recueil mensuel Les Œuvres libres, Fayard
- 1955 : « Le Fauve et le Rouge-gorge » dans le recueil mensuel Les Œuvres libres, Fayard
- 1978 : « La Preuve par l'œuf » dans Pardonnez-nous vos enfances, anthologie dirigée par Denis Guiot, Denoël

### Essais
- 1970 : C'est bizarre l'écriture, Grasset — publié au Québec sous le titre de Journal de printemps, récit d'un livre, L'Étincelle, 1977
- 1976 : Les Enfants d'abord, Grasset
- 1984 : Le Monde est comme deux chevaux, Grasset

### Écrits divers
- 1978 : Ma vie revue et corrigée par l'auteur, Stock — autobiographie, à partir d'entretiens avec Maurice Chavardès
- 1997 : Adieu Andromède, Grasset — textes
- 2015 : Journal préposthume possible, iXe — journal 1986-1993

### Traductions et adaptations
- 1965 : En flagrant délire, Robert Laffont — traduction avec Rachel Mizrahi de In His Own Write de John Lennon
- 1966 : Le Cheval fini d'Amos Kenan, Grasset — traduction
- 1974 : Les Tireurs de langue d'Amos Kenan et Pierre Alechinsky, Yves Rivière — adaptation
- 1976 : Holocauste 2 d'Amos Kenan, Flammarion — traduction

### Benoît Becker
Christiane Rochefort a utilisé le pseudonyme collectif de Benoît Becker pour des histoires écrites avec Guy Bechtel, Jean-Claude Carrière, Stephan Jouravieff et José-André Lacour aux éditions Fleuve Noir, coll. « Angoisse" ».

### Filmographie et théâtre
- 1960 : La Vérité de Henri-Georges Clouzot, scénario de Henri-Georges Clouzot, Véra Clouzot, Jérôme Géronimi, Michèle Perrein et Christiane Rochefort. Avec Brigitte Bardot, Charles Vanel et Fernand Ledoux.
- 1961 : Le Repos du guerrier : Raf Vallone adapte le roman pour le théâtre, la pièce est créée au Théâtre de Paris avec une mise en scène de Jean Mercure.
- 1962 : Le Repos du guerrier réalisé par Roger Vadim, l'un des deux grands films qui lanceront la carrière de Brigitte Bardot.
- 1963 : Ce monde interdit (Questo mondo proibito) de Fabrizio Gabella, participation à l'écriture du scénario.
- 1971 : Les Stances à Sophie de Moshé Mizrahi, scénario de Moshé Mizrahi et Christiane Rochefort d'après son roman. Avec Bernadette Lafont, Michel Duchaussoy et Bulle Ogier.
- 1973 : La Ville bidon (La Décharge) de Jacques Baratier, scénario de Jacques Baratier, Christiane Rochefort, et Daniel Duval. Avec Bernadette Lafont, Daniel Duval et Roland Dubillard.